# Дунавска школа
Дунавска школа је уметнички правац који се развио у баварско-аустријском Подунављу из периода од око 1500. до 1535. године. Стил ове школе произашао је из дела Луке Кранаха Старијег. Карактеристични су до детаља прецизни пејзажи, подређеност људске фигуре, бајковито расположење и готово романтична игра светлости. Најзначајнији представници Дунавске школе били су Албрехт Алтдорфер и Волф Хубер.